# 클라크키

밤의 클라크키

클라크키(영어: Clarke Quay, 중국어: 克拉码头, 병음: Kèlā Mǎtóu, 말레이어: Clarke Quay, 타밀어: கிளார்க் கீ)는 싱가포르의 역사적 부두 지역으로, 싱가포르 리버 계획 지구의 일부이다. 클라크키라는 이름은 1873년부터 1875년까지 해협 총재를 역임한 앤드루 클라크의 이름을 따서 명명되었다.
현재 클라크키 지역은 펍, 나이트클럽, 음식점이 늘어서 있다. 리버 크루즈, 수상 택시 또한 탈 수 있다.